# Basra (distrikt)
Basra är ett distrikt i Irak.   Det ligger i provinsen Basra, i den sydöstra delen av landet, 500 km sydost om huvudstaden Bagdad.
Följande samhällen finns i Basra:
- Basra
- Al Başrah al Qadīmah
- Al Hārithah